# Le Sous-marin
Le Sous-marin est le 13e épisode de la saison 5 de la série télévisée Angel.

## Synopsis
L'épisode alterne le présent avec de nombreux flashbacks de 1943. Pour plus de clarté, les flashbacks ont été dissociés dans ce résumé sans tenir compte du déroulement chronologique de l'épisode.
En 1943, Angel est plus ou moins contraint par des envoyés du gouvernement américain, qui connaissent sa nature, à accomplir une mission de guerre. Il doit secourir un commando américain qui a dérobé un prototype de sous-marin allemand mais qui semble s'être heurté ensuite à des problèmes d'une nature inconnue. Plus tard, dans le sous-marin, les survivants du commando, dirigés par un certain Sam Lawson, se sont barricadés dans une portion du sous-marin quand Angel fait son arrivée. Angel prend les commandes et s'informe de la situation, le commando a été attaqué et plusieurs hommes tués par des créatures non-identifiées. Angel part s'assurer de ce qu'il en est et a la surprise de trouver Spike qui lui explique qu'il a été capturé par les nazis avec deux autres vampires, Nostroyev et le Prince des Mensonges, mais qu'ils ont réussi à se libérer quand le commando américain s'est emparé du submersible. Angel persuade Spike de ne pas tuer les survivants, prétextant qu'ils ont besoin d'eux pour regagner la côte, et tue Nostroyev quand celui-ci veut passer outre. Plus tard, le Prince des Mensonges s'en prend à un nazi survivant, car il a découvert qu'ils ont été enlevés dans un but d'expérimentation pour contrôler les vampires, et Angel doit le tuer. Le nazi s'échappe ensuite, en profitant de la confusion à la suite de l'attaque d'un navire allemand, et poignarde Lawson alors que celui-ci effectue des réparations. Angel transforme alors un Lawson mourant en vampire pour qu'il puisse finir l'indispensable réparation. Celle-ci effectuée et le sous-marin près des côtes, il oblige Lawson et Spike à le quitter pour éviter qu'ils ne s'en prennent aux survivants.
Dans le présent, Lawson s'introduit dans les locaux de Wolfram & Hart et capture Fred dans son laboratoire, puis Wesley quand celui-ci essaie de la secourir. Lawson va ensuite trouver Angel et l'informe qu'il suit ses activités depuis la fin de la seconde guerre mondiale. Il l'emmène ensuite jusqu'à une salle où il a attaché Fred, Wesley et Gunn sur des chaises avec une corde autour du cou. Lawson explique à Angel l'enfer auquel il l'a condamné en faisant de lui un vampire (car, héritage d'Angel, il a conservé une infime partie de son âme et ne tire donc aucun plaisir à faire le mal) et cherche à comprendre les raisons qui fait que les gens agissent comme ils le font. Bien qu'Angel plaide qu'il n'avait pas d'autre choix, ils finissent tous deux par se battre et Angel le tue. Le lendemain, Spike va voir Angel et discute avec lui de Lawson en supposant qu'il était venu pour la vengeance mais Angel lui répond qu'il était venu pour « chercher une raison ».